# Астрономія в Болгарії
Астрономія в Болгарії представлена, в першу чергу, Інститутом астрономії Болгарської академії наук (якому підпорядковані обсерваторії Рожен та Белоградчик), кафедрою астрономії Софійського університету Святого Климента Охридського, рядом планетаріїв і народних обсерваторій. Сучасні астрономічні дослідження в Болгарії проводяться з кінця XIX століття й зараз охоплюють такі теми, як Сонце, об'єкти Сонячної системи, зорі та зоряні системи, галактики, космологія, аналіз архівних астрономічних спостережень.

## Історія

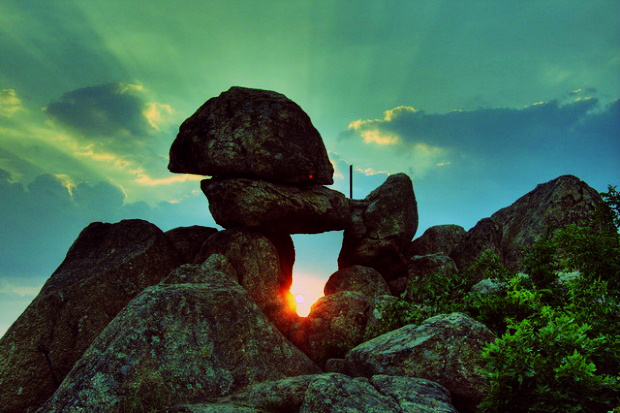
Мегаліт в Бузовграді

### Прадавня історія
Археоастрономічне значення мають такі давні пам'ятки, як печера Маґура, печера Байлові, мегаліти в Бузовграді, святилище Зайчий Врах, печера й святилище в Лилячі, скелі Марков-Камик і Козі-Камик, плато Белінташ, Ковил, культовий комплекс Харман-Кая, печера Утробата, Татул.

### Сучасна історія

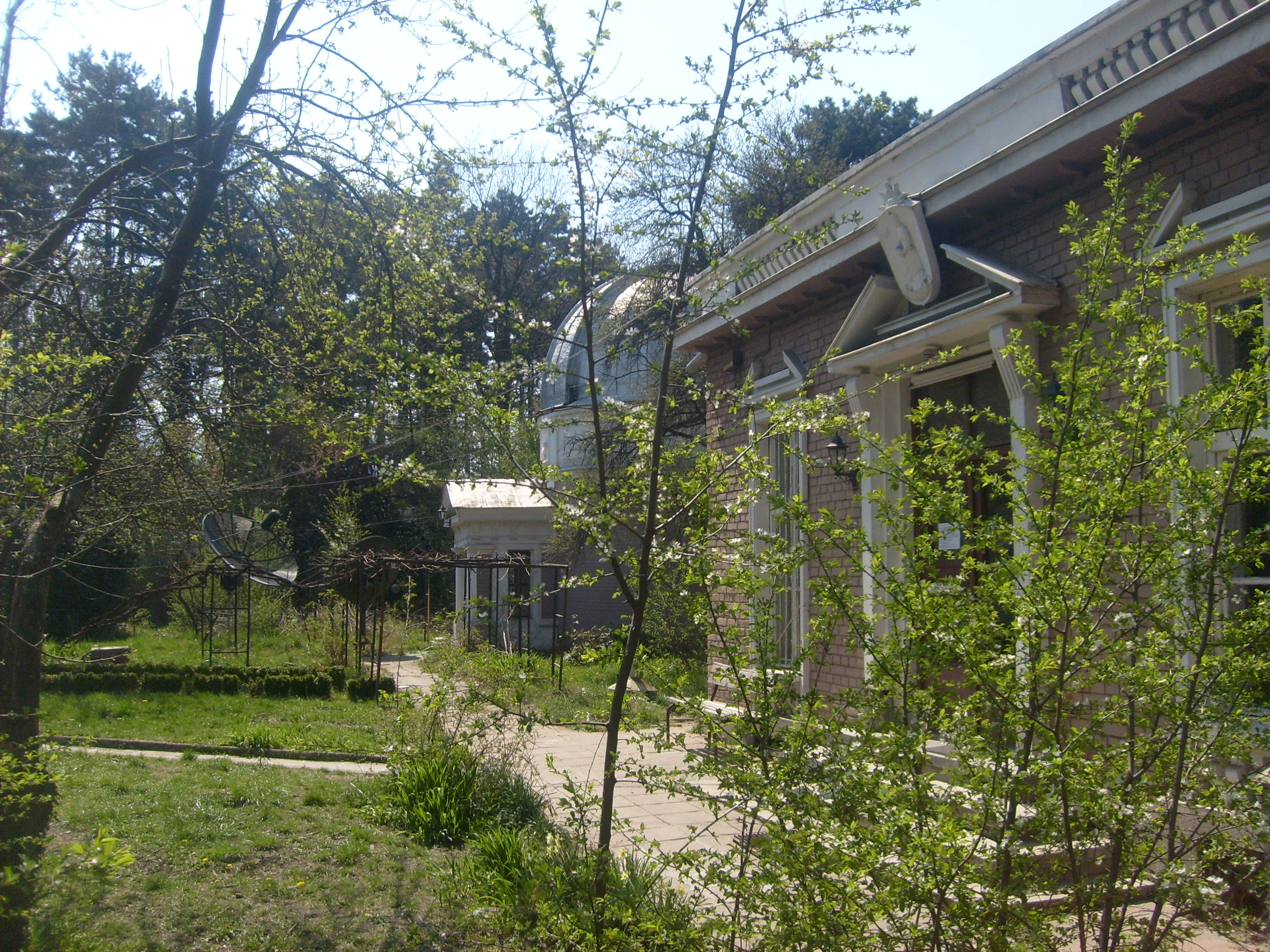
Астрономічна обсерваторія Софійського університету в Борисовій градині

Першим сучасним болгарським астрономом був Дімітар Коюв Вітанов (бл. 1846—1877), який вивчав астрономію в Санкт-Петербурзі й на Мальті, а в 1875 році переклав болгарською мовою першу популярну книгу з астрономії «Небесні тіла або планетарні та зоряні світи» Ормсбі Мітчела.
У 1888 році був заснований перший в Болгарії університет — Софійський університет Святого Климента Охридського (з 1904 р. офіційний статус університету), — і в перші ж роки його роботи астрономія була введена як окремий предмет на фізико-математичному факультеті. З 1892 року астрономію викладав професор Марін Бичеваров, а в 1894 році він заснував кафедру астрономії та обсерваторію Софійського університету. У 1897 році він придбав перший сучасний астрономічний інструмент у Болгарії (15-сантиметровий рефрактор), а в 1910 році заснував Інститут астрономії. В 1899—1905 роках Бичеваров і його 4 студенти почали регулярні спостереження сонячних плям.

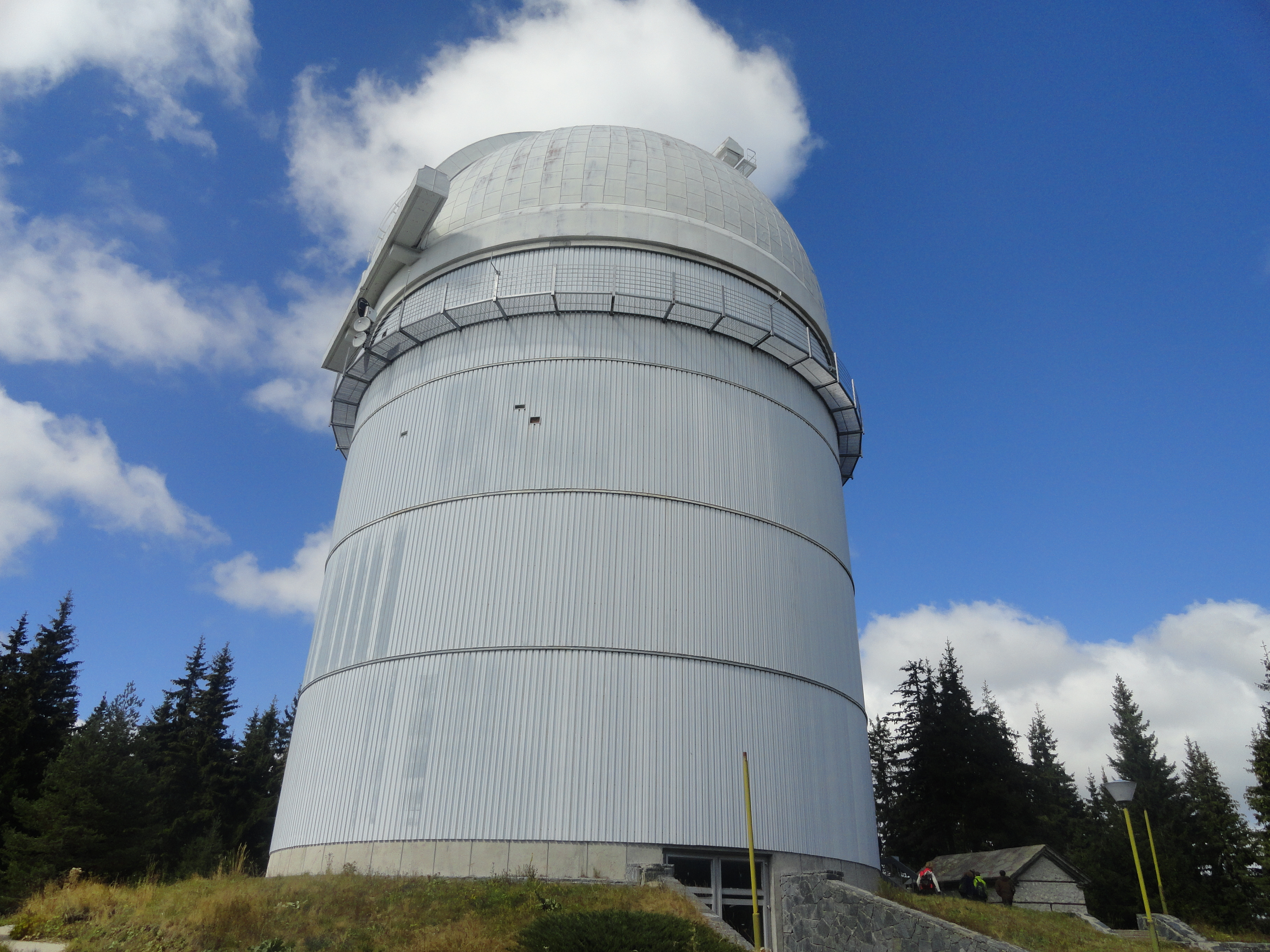
Найбільший в Болгарії 2-метровий телескоп в обсерваторії Рожен

З 1928 кафедру астрономії очолював Нікола Бонев. У 1952 році він створив Відділ астрономії в Інституті фізики Болгарської академії наук (тепер Інститут астрономії Болгарської академії наук), а в 1957 — заснував перше болгарське астрономічне товариство. В 1966 році в Софійському університеті Святого Климента Охридського ввели спеціальність «Астрономія». Всього з кінця XIX століття до кафедру астрономії закінчили близько 300 випускників. У 1976 до складу Відділу астрономії увійшла обсерваторія Белоградчик, а в 1981 відкрилась обсерваторія Рожен.
У Шуменському університеті Костянтина Преславського з 1999 року працює Астрономічний центр Шуменського університету, з 2010 року ведеться викладання за спеціальністю «Астрономія», а з 2015 працює Астрономічна обсерваторія Шуменського університету.

## Обсерваторії
Головною астрономічною установою в країні є Інститут астрономії Болгарської академії наук, якому підпорядковані дві обсерваторії:
- Національна астрономічна обсерваторія Рожен[3], розташована на висоті 1750 м у горах Родопи на півдні Болгарії. Містить 2-метровий, 1,5-метровий і декілька менших телескопів[4], планується будівництво станції європейської радіоінтерферометричної мережі LOFAR[5][6].
- Обсерваторія Белоградчик, розташована на висоті 650 м біля підніжжя Західних Балканських гір на північному заході Болгарії. Найбільшим інструментом є 60-сантиметровий телескоп.

Астрономічна обсерваторія Софійського університету та Астрономічна обсерваторія Шуменського університету використовуються для навчання студентів.

## Астрономічна освіта
Для дітей проводяться різноманітні шкільні та позашкільні астрономічні заходи, астрономічні конкурси та олімпіади, спостережні експедиції. З середини 1990-х років національні команди Болгарії беруть участь у Міжнародних олімпіадах з астрономії та Міжнародних олімпіадах з астрономії та астрофізики. Станом на 2019 рік, в Болгарії працювало 7 публічних астрономічних обсерваторій з планетарієм. Спеціалізовані заняття з астрономії в школі дають учням базові астрономічні знання та спостережні навички. В країні проводиться Болгарська національна олімпіада з астрономії.
| Місто          | Назва                                                         | Заснування |
| -------------- | ------------------------------------------------------------- | ---------- |
| Стара Загора   | Народна астрономічна обсерваторія і планетарій «Юрій Гагарін» | 1961       |
| Димитровград   | Планетарій «Джордано Бруно»                                   | 1962       |
| Варна          | Астрономічна обсерваторія і планетарій «Миколай Коперник»     | 1968       |
| Кирджалі       | Планетарій «Славей Златев»                                    | 1970       |
| Ямбол і Сливен | Народна обсерваторія                                          | 1971       |
| Смолян         | Планетарій і народна астрономічна обсерваторія                | 1975       |
| Габрово        | Народна астрономічна обсерваторія і планетарій                | 1984       |
| Варна          | Планетарій ВВМУ «Н. Й. Вапцаров»                              | 1985       |